# 寛骨臼
寛骨臼（かんこつきゅう）は、四肢動物の骨盤に存在する窪み。坐骨・腸骨・恥骨の互いに接する3要素により形成されており、大腿骨頭を収めて胴部と脚部を接続する。

## 構造
四肢動物の骨盤は坐骨・腸骨・恥骨の3個の骨から構成されており、対をなしたこれらの骨の集まりが土台として後肢を支持する。これら3個の骨が集合した部分は窪んでおり、動物の種類によっては完全な孔を形成する場合もある。この窪みの部分を寛骨臼と呼称する。
ヒトの場合では寛骨臼と大腿骨頭は球関節をなしており、寛骨臼は大腿骨頭のおよそ五分の四を包み込み、そこに筋肉や腱が付着する。 特に大腿骨頭の受け皿となる部分において、上半分は臼蓋、下半分は臼底と呼称される。後肢を動かす際には際には筋肉や腱によって大腿骨頭が臼蓋の中を転がるように運動し、前後左右への動作が可能となっている。
寛骨臼は関節軟骨に被覆される部位と被覆されない部位の2つに大別することができ、馬蹄形の前者は月状面、陥凹した後者は寛骨臼窩と呼称される。月状面は大腿骨頭と関節して荷重を受けるが、寛骨臼窩は荷重に参加しないため、必然的に荷重のかかる領域は寛骨臼自体の大きさに対して比較的狭くなり、限られた部位に強い負荷がかかる。この負荷は平常の歩行でも体重の3倍から4倍に達するとされる。
関節軟骨は滑液によって保護されているものの、軽度の形成不全や摩擦の増大が発生すると関節の破壊が生じる。臼蓋に形成不全がある場合、荷重によって関節部が摩耗し、5年から10年程度の時間スケールで大腿骨頭が上側に移動して股関節脱臼に至る。この症状に対する医学的措置として、大腿骨を部分的に切除して大腿骨体と大腿骨頭のなす角を調整し、また切除した骨で摩耗した臼蓋を補うこと（臼蓋形成術）がある。

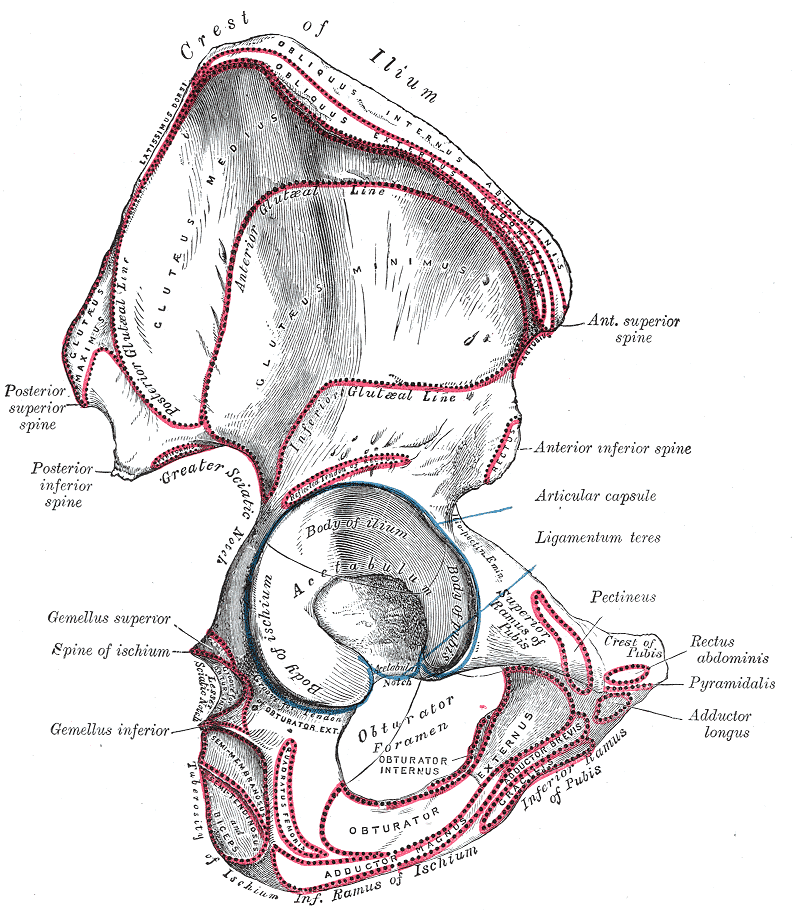
右外側から見た骨盤
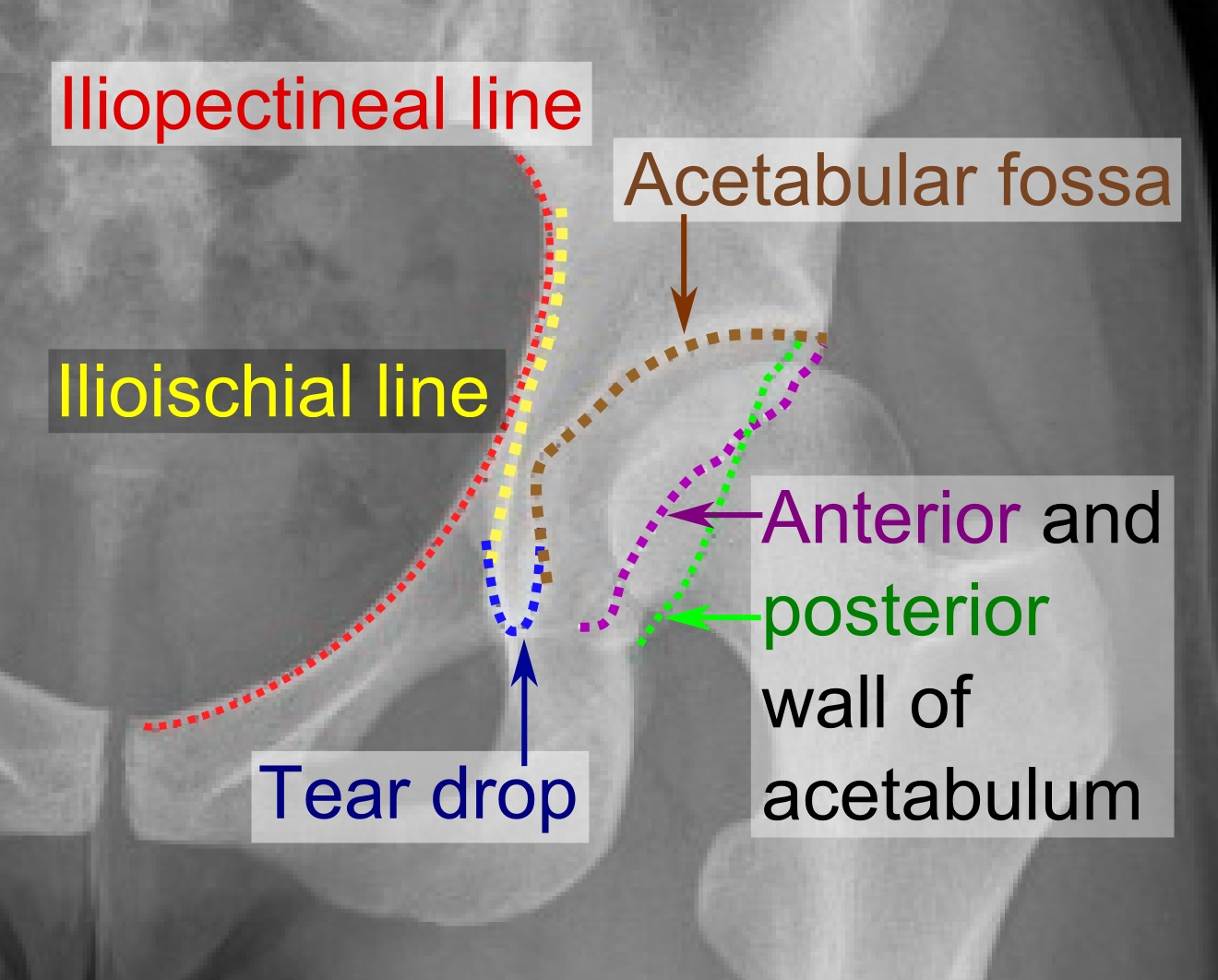
関節のX線写真
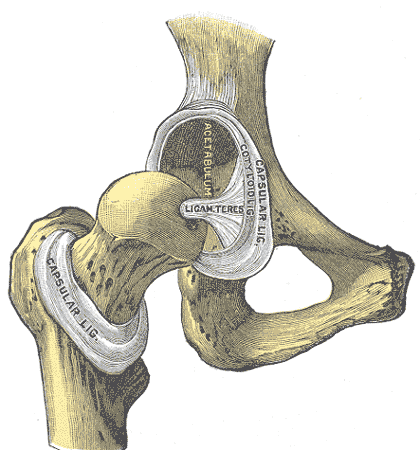
前側から見た関節
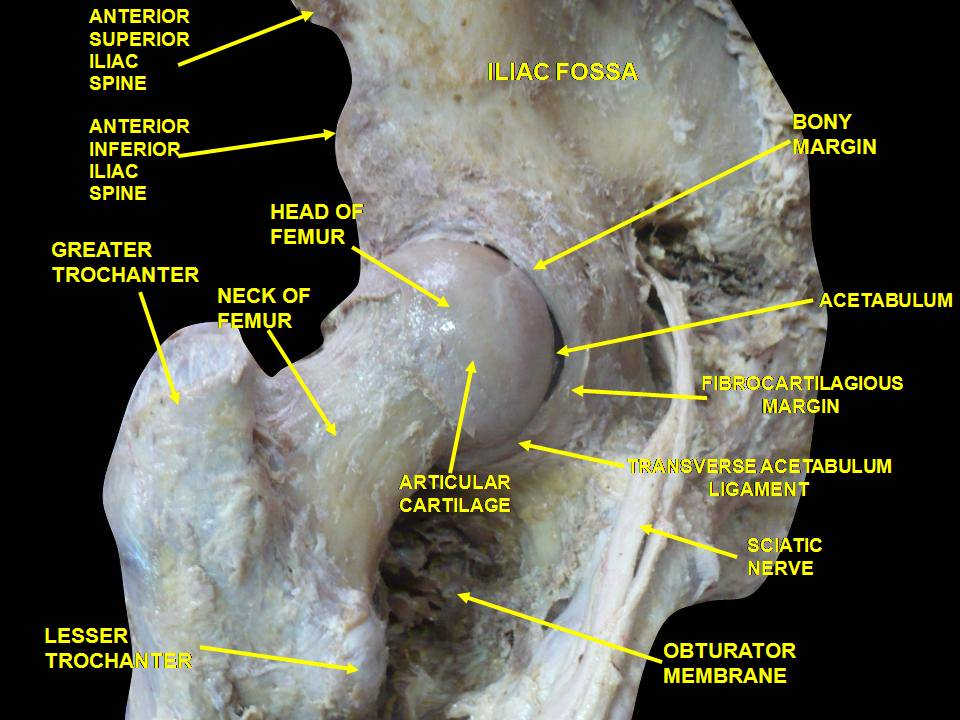
関節の実骨写真
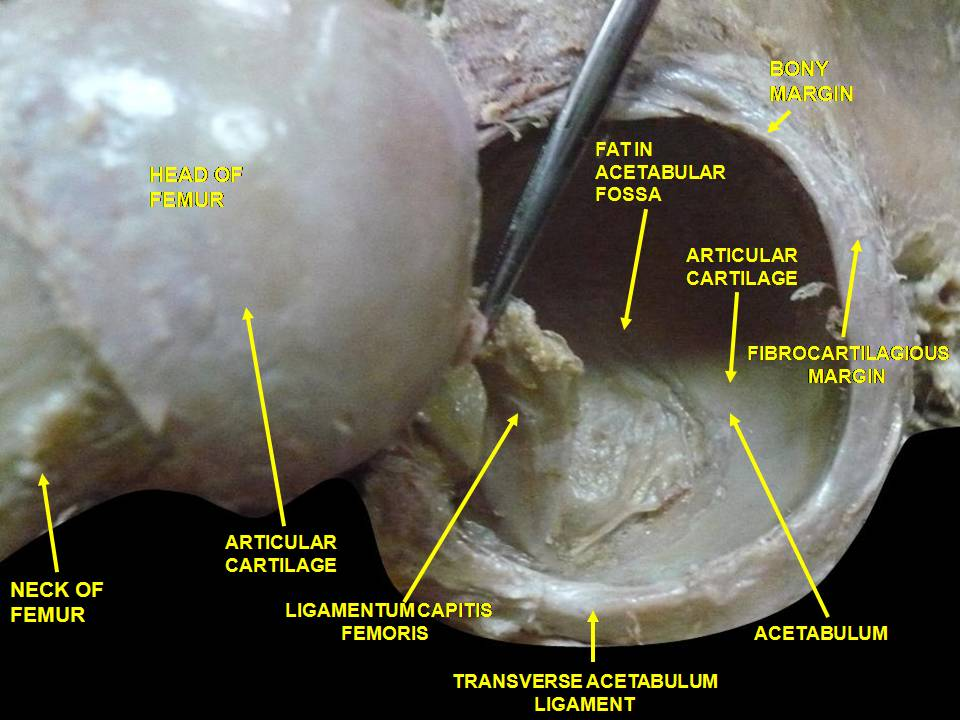
軟組織を伴う関節

## 爬虫類と鳥類
関節軟骨の発達は爬虫類においても認められる。ただしワニでは坐骨と腸骨のみによって寛骨臼が形成されており、恥骨は寛骨臼の形成に参加しない。ワニの腸骨の下縁は切痕をなしており、寛骨臼窩の内部に存在する、寛骨臼孔と呼ばれる穴の上縁を形成する。この寛骨臼孔は軟骨に被覆されている。寛骨臼の前面では二股に分かれた外腹斜筋の片方が停止し、後寛骨臼突起からは第2内脛骨屈筋や短尾大腿筋が起始する。
ワニの股関節・後肢は複雑な進化を辿っている。ワニと恐竜の共通祖先が持つ寛骨臼は部分的に外側を向いており、大腿骨の関係上、彼らは不完全直立状態にあった。彼らの子孫のうち、ワニの属する偽鰐類のグループは直立姿勢を獲得している。広義のラウィスクス類は腸骨が外側に発達することで寛骨臼が下側に向き、大腿骨全体が体の下方に向く。対してワニ形上目は恐竜と同様に大腿骨頭が大腿骨体に対して直角をなし、垂直な腸骨の寛骨臼にはまり込んでいる。ただし、その後にワニの後肢は下方型でなくなり、現生の種は約45°の角度で後肢が伸びる半直立姿勢に落ち着いている。

鳥盤類の恐竜が持つ骨盤。寛骨臼が貫通している。

寛骨臼は恐竜を他の爬虫類から区別する際に重要視される特徴の一つでもある。恐竜の寛骨臼は上部が厚くなるか陵を形成しており、そして貫通している。また恐竜の大腿骨は大腿骨体と大腿骨頭が直角であり、このため後肢は矢状面上で機能する。すなわち、ワニ類とは異なる進化パスを通した直立姿勢を確立している。なお、恐竜の大腿骨頭はヒトのような球状ではなく円筒形をなしているため、ヒトのように横方向に後肢を回転させることはできなかった。
三畳紀のシレサウルスやラゴスクスといった初期の恐竜様類はまだ寛骨臼が貫通せず窪みの状態であったが、大腿骨頭が内側を向いてたため直立歩行が可能であった。広い孔の開いた寛骨臼は恐竜の共有派生形質とされ、恐竜の一部として含まれる鳥類においても確認されている。ただし例外もあり、曲竜類においては寛骨臼が二次的に骨で閉塞して窪みをなす場合が多い。